# Consell de Govern de la Junta d'Andalusia
El Consell de Govern de la Junta d'Andalusia és l'òrgan executiu de la Junta d'Andalusia. En l'actual VII Legislatura el Consell està presidit per Juan Manuel Moreno Bonilla i consta de la següent divisió en conselleries: 
- Presidència
- Governació
- Economia i Hisenda
- Justícia i Administració Pública
- Innovació, Ciència i Empresa
- Obres Públiques i Transports
- Ocupació
- Turisme, Comerç i Esport
- Agricultura i Pesca
- Salut
- Educació
- Per a la Igualtat i Benestar Social
- Cultura
- Medi ambient